# Josef Hohlbaum
Josef Hohlbaum (* 6. September 1884 in Oberlindewiese, Österreichisch-Schlesien; † 30. Dezember 1945 in Markkleeberg) war ein deutscher Chirurg und Hochschullehrer in Leipzig und Prag.

## Leben
Als mittleres von drei Kindern eines Gutsbesitzers studierte Hohlbaum Medizin an der Universität Graz. 1904 wurde er in der Grazer akademischen Burschenschaft Stiria aktiv. 1909 zum Dr. med. promoviert, ging er in Graz als Assistent zu Lorenz in der Medizinischen Universitätsklinik, an das Krankenhaus in Troppau und zu Ludwig Aschoff in der Freiburger Pathologie.

### Leipzig
Am 6. Januar 1912 wechselte er zu Erwin Payr an die Chirurgische Universitätsklinik Leipzig. Im Ersten Weltkrieg diente Hohlbaum in der Gemeinsamen Armee als Bataillonsarzt an der Ostfront (Lemberg, Odessa) und als Chef eines Lazaretts. Er wurde nach Kriegsende in Leipzig Oberarzt und habilitierte sich 1920. 1923 wurde er zum a.o. Professor ernannt. Seit 1932 leitete er als Oberarzt die Chirurgische Poliklinik des Krankenhauses St. Jakob, das zum Universitätsklinikum Leipzig gehörte. Sein Lehrer Erwin Payr stellte ihm 1933 ein glänzendes Zeugnis als Chirurg und Hochschullehrer aus. Er hielt Hohlbaum für einen der besten Nachwuchschirurgen. Zum 1. Mai 1933 trat Hohlbaum in die NSDAP ein (Mitgliedsnummer 2.984.769). Als Payr 1937 emeritiert und Wilhelm Rieder als Nachfolger berufen wurde, schied Hohlbaum aus der Klinik aus. Er ließ sich in freier Praxis nieder.

### Prag
Den Ruf auf den Chirurgischen Lehrstuhl als Nachfolger von Kurt Strauß  in Prag nahm Hohlbaum 1941 an. Als Reinhard Heydrich nach dem Attentat am 27. Mai 1942 schwer verletzt in das Krankenhaus Na Bulovce gebracht wurde, kam Hohlbaum seinem Kollegen Walter Dick zu Hilfe. Nachdem Heydrich nach anfänglicher Besserung gestorben war, erhob die Berliner NS-Führung keine Vorwürfe gegen die beiden Chirurgen. Vielmehr bedankte sich Heinrich Himmler persönlich bei Hohlbaum für die chirurgische Behandlung Heydrichs.
Für Hohlbaum blieb die Arbeit in Prag sehr schwierig. 1882 war die Karl-Ferdinands-Universität von der k. u. k.  Administration in Wien in eine Deutsche und eine Tschechische Universität aufgeteilt worden. Seit Errichtung der Ersten Tschechoslowakischen Republik (1918), dem Insignienstreit (1934) und der Schließung der Karls-Universität Prag im Protektorat Böhmen und Mähren gab es zunehmende Spannungen und Konflikte. Hohlbaum versuchte gutzumachen, was sein fanatischer NS-Vorgänger Strauß im Umgang mit Kollegen und Patienten angerichtet hatte. Im laufenden Krieg war Hohlbaums älterer Sohn Harald mit 29 Jahren an der Ostfront bei Smolensk gefallen. Hohlbaums Frau Adele geb. Blumenwitz starb 1943 mit 52 Jahren. Hohlbaum blieb die Arbeit.
In das von Flüchtlingen überfüllte Prag strömten nach der Schlacht um Stalingrad immer mehr verwundete und kranke Soldaten. In 18 Militärlazaretten lagen an die 50.000 deutsche Verwundete. Trotz allem funktionierte der Lehrbetrieb an der Medizinischen Fakultät noch. Die Mitglieder der Studentenkompanien konnten ihr Studium hier wenigstens für einige Zeit fortsetzen. Als letzter Chirurg der Deutschen Universität Prag habilitierte sich 1944 Herbert Lang.
Hohlbaums  1939 abgesetzter Kollege Arnold Jirásek übernahm nach dem Ausbruch des Prager Aufstands am 5. Mai 1945 die Deutsche Chirurgische Klinik, was Hohlbaum, im Dezember 1944 zum Mitglied der Deutschen Akademie der Wissenschaften und Künste in Prag ernannt, ohne Protest akzeptierte. Wie in allen anderen nun den Tschechen gehörenden Kliniken und Instituten übergab man die deutschen Ärzte den tschechischen Organen. Der letzte Rektor der Deutschen Universität Prag, der Neuropsychiater  und SS-Untersturmführer Kurt Albrecht, wurde in seiner Klinik niedergeschlagen und erhängt. Hohlbaum wurde in das Gefängnis Pankrác und dann zu Feldarbeiten in das Internierungslager Klecany nördlich von Prag verbracht. Dort warf ihm ein Wachposten eine Sprengkapsel vor die Füße. Die  Explosion verletzte den linken Unterschenkel schwer. Auf einem Ackerwagen wurde Hohlbaum  in die Chirurgie des Allgemeinen Krankenhauses in Prag gebracht. Nach neuesten Erkenntnissen war die Behandlung korrekt.  Nach sechs Wochen im Prager Krankenhaus Královské Vinohrady ließ Hohlbaum sich in das noch bestehende Abwicklungslazarett verlegen.

### Heimkehr nach Sachsen
Am 16. Oktober 1945 kam er mit einem Lazarettzug nach Deutschland, in die Chirurgie des Krankenhauses in Bad Liebenstein. Dort erfolgte die überfällige Amputation im Oberschenkel. Über die Chirurgie des Krankenhauses Waltershausen  gelangte Hohlbaum schließlich am 21. Dezember 1945 in das Stadtkrankenhaus Markkleeberg bei Leipzig. Hier sah er seine Schwiegertochter Ruth und seinen Enkelsohn Klaus noch einmal. Mit 61 Jahren starb Hohlbaum neun Tage später an einer Sepsis. Die Universität Leipzig, seine chirurgische Heimstatt, erwies ihm die letzte Ehre.

## Werke
- mit Erwin Payr: Die Geschwülste des Magens als Gegenstand chirurgischer Behandlung, in: Handbuch der Speziellen Pathologie und Therapie, 1921.
- Über die chirurgische Behandlung des Duodenalgeschwürs, 1923.
- Die Chirurgie des Darmes (mit O. Kleinschmidt), 1927.
- Peritoneum, in: Diagnostische und therapeutische Irrtümer der Chirurgie. Thieme, Leipzig 1926.
- Magen, Duodenum, in: Diagnostische und therapeutische Irrtümer der Chirurgie, 1929.
- Äußere Hernien, in: Diagnostische und therapeutische Irrtümer der Chirurgie. Thieme, Leipzig 1926, S. 181–244.
- mit Ernst Heller und Otto Kleinschmidt: Zwerchfell, Innere Hernien, Darmkanal <ausgenommen Duodenum, Appendizitis, u. Darmverschluss>, in: Diagnostische und therapeutische Irrtümer der Chirurgie. Thieme, Leipzig 1928.